# Aeroportul Egegik
Aeroportul Egegik (IATA: EGX, ICAO: PAII, FAA LID: EII) este un aeroport din Alaska, Statele Unite ale Americii ce deservește zona Egegik⁠(d). Aeroportul a fost tranzitat în 2019 de 2.422 de pasageri. A fost numit după zona deservită.
Situat la o altitudine de 28 m, aeroportul dispune de 2 piste.

## Infrastructură

### Piste
Aeroportul dispune de 2 piste. Pista 03/21 are suprafața de pietriș și dimensiunile 1.500 picioare × 75 picioare. Pista 12/30 are suprafața de pietriș și dimensiunile 5.600 picioare × 100 picioare. 